# The Legend of Zelda: The Minish Cap
The Legend of Zelda: The Minish Cap (яп. ゼルダ の 伝説 ふしぎ の ぼうし, Дзеруда но Денсецу Фусігі но Бо: сі) — відеогра з серії The Legend of Zelda, розроблена компанією Flagship для Game Boy Advance і випущена в 2004 році в Японії і Європі і в 2005 — в Північній Америці. The Minish Cap є сюжетним продовженням ігор The Legend of Zelda: A Link to the Past/Four Swords (перевидана на GBA The Legend of Zelda: A Link to the Past) і The Legend of Zelda: Four Swords Adventures.

## Сюжет
Фабула гри будується на передісторії лихого чаклуна Вааті — головного антагоніста The Legend of Zelda: Four Swords. Переслідуючи корисливу мету, він перетворює принцесу Зельду на камінь. Допомогти зняти прокляття можуть лише крихітні створення — Пікор (також звані Мініша). Оскільки побачити їх може лише дитина, порятунок принцеси доручається Лінку. Він вирушає на пошуки чотирьох елементів, необхідних для лагодження меча Пікор, який зможе зняти закляття. На шляху йому допомагає Езло (англ. Ezlo) — зелена капелюшка, що розмовляє, яку він врятовав у Лісі Мініша.

## Геймплей
The Minish Cap зберігає загальні риси серії, присутні в попередніх частинах Zelda. Головний герой, Лінк, подорожує ігровим світом, відвідуючи підземелля, де знаходить чарівні предмети, які допомагають в проходженні перешкод і босів. Гра також містить декілька побічних квестів, не пов'язаних із сюжетною лінією. Ракурс камери розташований таким чином, що допомагає охопити якомога більше деталей. Як і в тривимірних іграх серії, Лінк уміє здійснювати особливі дії, наприклад перекидатися під час бігу.
Під час подорожі світом Лінк може знайти спеціальні артефакти — кінстоуни або камені удачі. Вони є фрагментами медальйона, які можна спробувати поєднати з будь-яким ігровим персонажем, що володіє подібним фрагментом. У разі успішного з'єднання Лінк отримує нагороду, тип якої залежить від виду каменю.

## Рецензії та нагороди
Гра отримала позитивні відгуки в пресі. Авторитетний сайт GameSpot акцентував наголосив на класичному ігровому процесі, характерному для серії Zelda, і водночас присутність своєї родзинки. GameSpy звертає увагу на музичний супровід гри, називаючи його одним з найякісніших на GBA. Основним недоліком гри багато рецензентів визнавали її малу тривалість.
IGN включив The Minish Cap до списку 20 найкращих ігор для Game Boy Advance, а GameSpot надав грі звання «Найкраща гра 2005 для GBA».